# Accademia di belle arti (Dresda)
L’Accademia di belle arti (Hochschule für Bildende Künste Dresden), spesso abbreviata in HfBK Dresden o semplicemente HfBK, è un'università di arti visive situata a Dresda, in Germania. L'attuale istituzione è il prodotto di una fusione tra la famosa Accademia d'arte di Dresda, fondata nel 1764, il luogo di lavoro e il campo di formazione di numerosi influenti artisti europei, e un'altra scuola d'arte locale ben consolidata,Hochschule für Werkkunst Dresden, dopo la seconda guerra mondiale.

## Storia

### Edifici

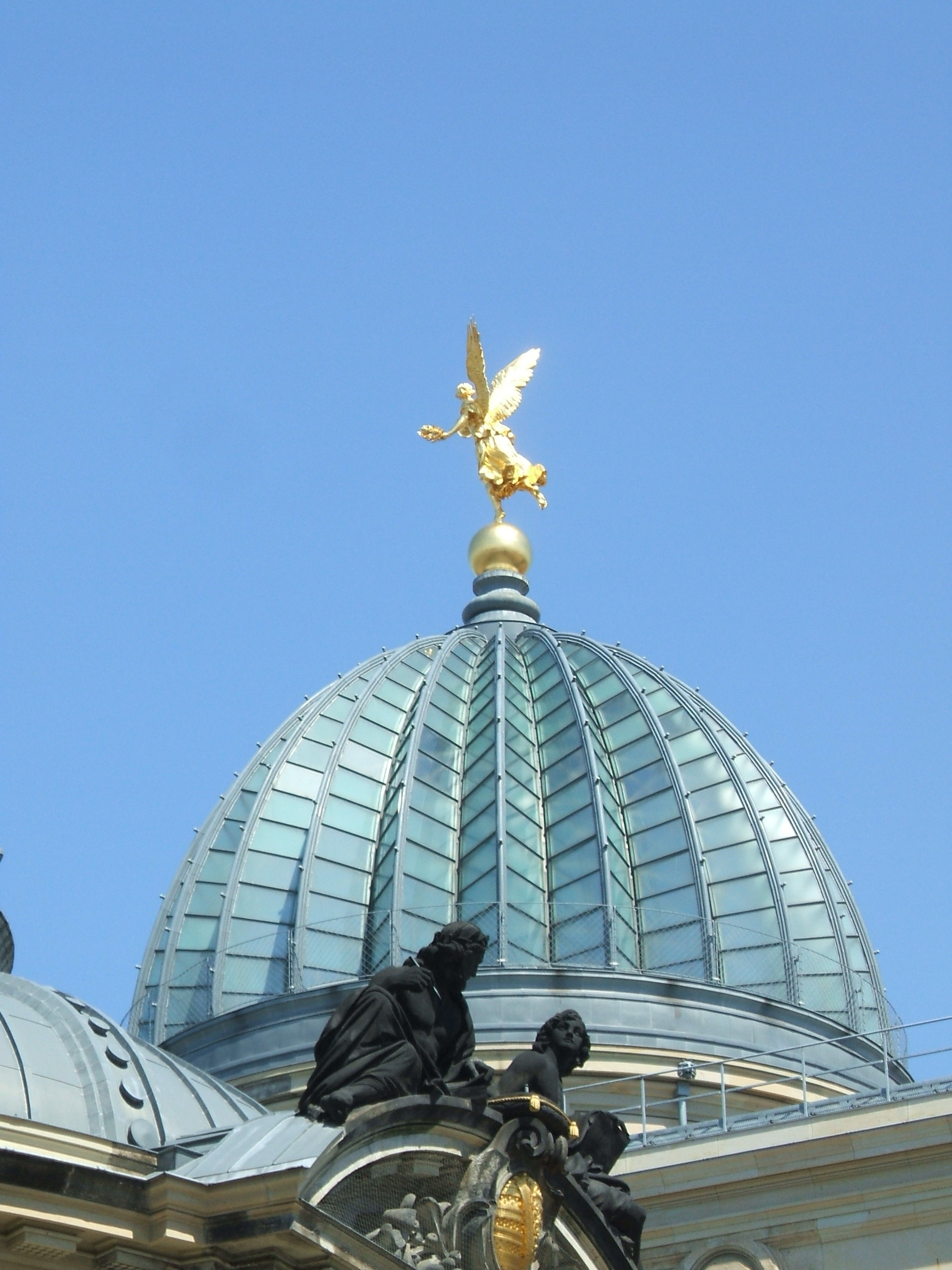
La cupola di vetro dell'edificio principale - colloquialmente definita "spremilimoni"

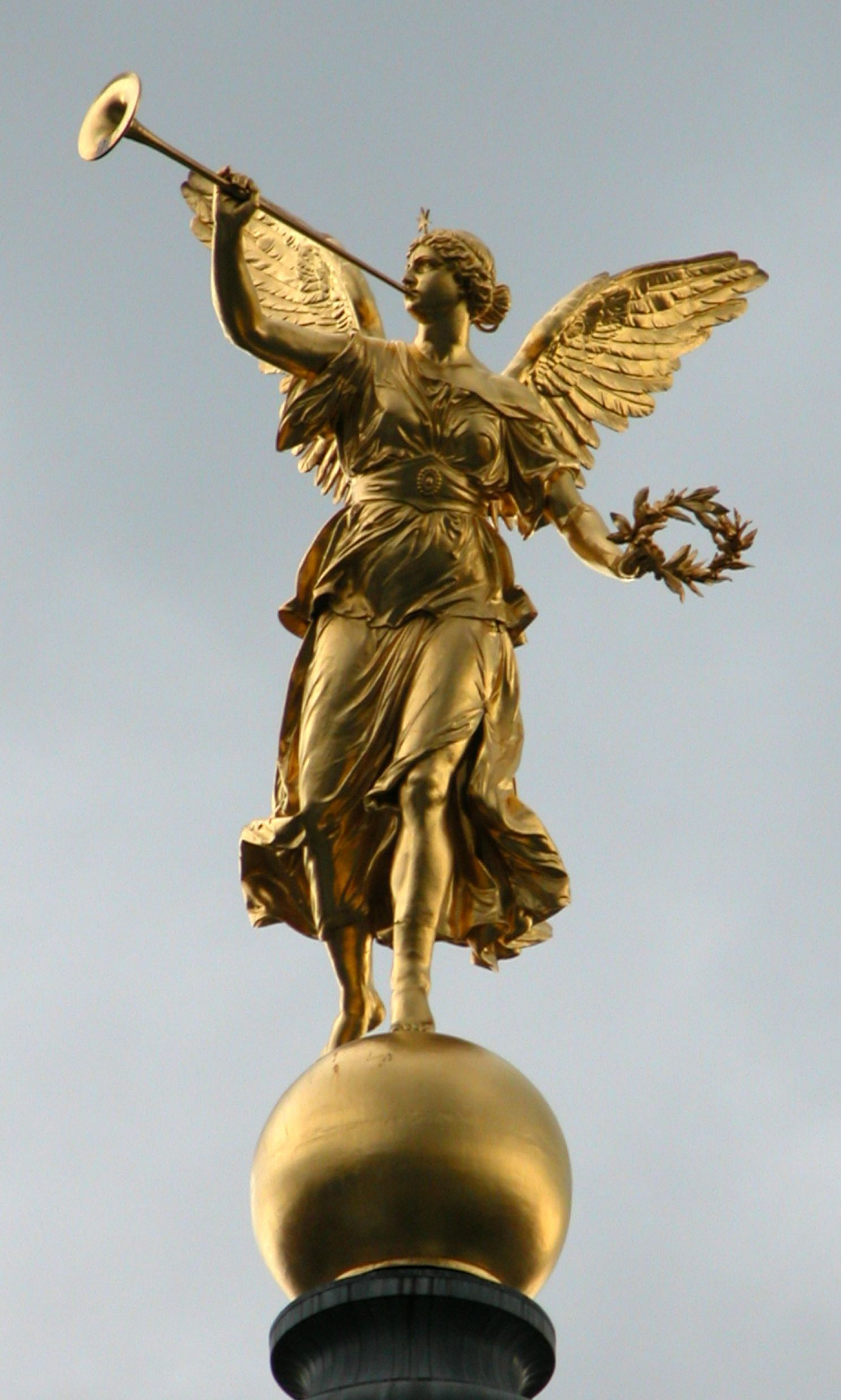
La Fama in cima alla cupola dell'edificio principale

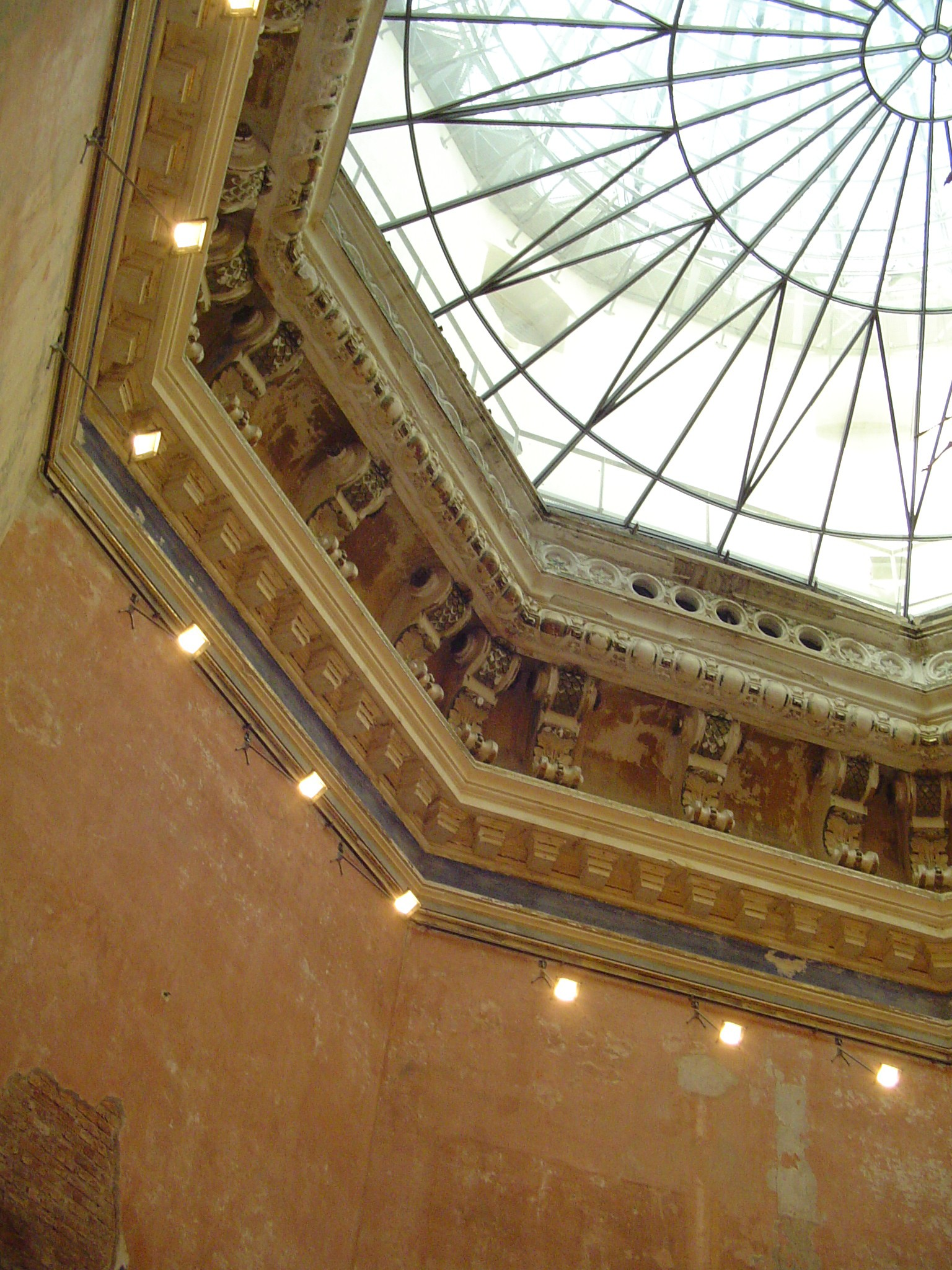
Vista interna sotto la cupola di vetro

Uno dei tre edifici dell'attuale Accademia di belle arti di Dresda, l'ex Accademia Reale delle Arti, costruita nel 1894, si trova in una posizione di rilievo in città sulla Brühlsche Terrasse, proprio accanto alla Frauenkirche. Si tratta del palazzo della Kunstakademie. Dal 1991 l'edificio, costruito da Constantin Lipsius sulla Brühlsche Terrasse tra il 1887 e il 1894 - la cui cupola di vetro è anche conosciuta come "spremilimoni" per la sua forma - è stato pesantemente rinnovato e sono state ricostruite le parti distrutte durante la seconda guerra mondiale. Gli studi di pittura, arti grafiche, scultura, altri media artistici, i laboratori di grafica, l'ufficio del rettore e le sale espositive dell'Accademia, che ospitano le mostre annuali dei laureati, si trovano sulla Brühlsche Terrasse. 
Sul lato dell'edificio di fronte all'Elba, sono incisi i nomi di Fidia, Ictino, Prassitele, Policleto, Lisippo, Erwin von Steinbach, Leonardo da Vinci, Michelangelo, Raffaello e Albrecht Dürer, mentre nell'ala posteriore del palazzo figura il motto DEM VATERLAND ZU ZIER UND EHR- "Per l'onore e l'illustrazione della patria". 
Oltre a questo magnifico edificio, l'Accademia possiede l'edificio per la scultura in Pfotenhauerstrasse, i cui studi e laboratori sono stati costruiti in un grande terreno espositivo all'aperto nel 1910. I seminari e gli studi per i corsi accademici di restauro, scenografia e disegno del costume e il corso di laurea tecnica per il teatro e il costume si trovano in Güntzstrasse negli edifici dell'ex Accademia delle arti applicate. 

### Istituzione

#### Predecessori
Nel 1764, fu fondata la Allgemeine Kunst-Academie der Malerey, Bildhauer-Kunst, Kupferstecher- und Baukunst (Accademia generale delle arti per pittura, scultura, incisione su rame e architettura) per ordine del principe elettore Federico Cristiano. Dal 1768 al 1786 era situata nel palazzo Fürstenberg. Il suo primo direttore fu il francese Charles François Hutin. Dopo la morte di Hutin, nel 1776, Johann Eleazar Zeissig, indicato come Schenau, divenne condirettore dell'Accademia insieme a Giovanni Battista Casanova. 
L'Accademia fu l'istituzione successiva della prima Zeichen- und Malerschule (Scuola per disegno e pittura) fondata nel 1680. Era una delle più antiche accademie d'arte nell'area di lingua tedesca. Nel 1950 l'Akademie der Bildenden Künste Dresden (Accademia di belle arti di Dresda) si fuse con la Staatliche Hochschule für Werkkunst (Accademia pubblica di arte applicata) - che succedette alla Königlich Sächsische Kunstgewerbeschule (Scuola reale di arte applicata di Sassonia) - nell'odierna Hochschule für Bildende Künste Dresden (Accademia di belle arti di Dresda). 

#### Caratteristiche
Oggi è una delle accademie d'arte in Germania che sono particolarmente attraenti per una laurea in arte grazie al suo profilo inconfondibile e alle condizioni generali ottimali. Agli studenti vengono forniti ampi studi e laboratori ben attrezzati. Le possibilità di mostre presso l'Accademia sono eccellenti: l'Accademia è dotata di uno spazio di presentazione nell'ottagono sotto la cupola di vetro, denominata "spremilimoni", che è un punto di riferimento in città, e nelle due grandi sale espositive adiacenti, nonché nell'ex biblioteca e nella Galerie Brühlsche Terrasse (Galleria della Brühlsche Terrasse) che possono essere utilizzate dagli studenti di tutti i corsi di laurea e dai partner di cooperazione dell'Accademia. 
La riorganizzazione dell'Accademia, iniziata nel 1990, ha offerto la possibilità di uno sviluppo innovativo e organico di un'accademia con una storia lunga e di successo e tradizioni notevoli. Artisti famosi del mondo dell'arte globale insegnano all'Accademia. I diversi corsi disponibili per lo studio della pittura e della grafica e della scultura sono molto diversi. I classici cardini dell'insegnamento artistico presso l'Accademia di Dresda hanno completato e portato al discorso e allo scambio artistico nella classe di progetto "New Media" e in un corso specializzato per lavori artistici globali. Le regole di studio consentono cambiamenti all'interno e tra i corsi specializzati e l'utilizzo dei corsi nel miglior modo possibile per le proprie ambizioni e progetti artistici. 

#### Corsi di laurea
Il corso di laurea di Bildende Kunst (belle arti) è composto da 10 semestri e porta al diploma di laurea. Il corso di laurea Kunsttechnologie, Konservierung und Restaurierung von Kunst und Kulturgut (Tecnologia dell'arte, conservazione e restauro dei beni artistici e culturali) è uno dei corsi di istruzione più antichi e rinomati a livello universitario in Germania. Il corso di laurea Bühnen- und Kostümbild (scenografia e costumi) e il corso di laurea tecnico Theaterausstattung (scenografia e costumi teatrali) offrono, con la loro integrazione pratica orientata a progettare e realizzare, condizioni disciplinari per il lavoro e lo studio difficili da trovare ovunque altrove. 
Il laboratorio teatrale, nella Güntzstrasse, completato nell'aprile 2000, ospita una sala prove ben attrezzata e una sala sperimentale che consente all'Accademia di fornire ai corsi di teatro anche condizioni di insegnamento ideali oltre agli studi. 
Il nuovo corso post laurea Kunst-Therapie (arte-terapia) che è stato istituito solo pochi anni fa esiste solo in un'altra accademia d'arte in Germania. Dopo gli studi all'Accademia, artisti e insegnanti d'arte hanno nuove interessanti possibilità di qualificazione nel campo artistico-sociale.

## Sedi
L'Accademia di belle arti di Dresda si trova in tre edifici lungo il fiume Elba: 
- Kunstakademie, Brühlsche Terrasse 1, Dresda-Altstadt
- Güntzstraße 34, Dresda
- Pfotenhauerstrasse 81/83, Dresda-Johannstadt

Ogni anno, all'inizio di giugno, si svolgono le cerimonie di laurea e le mostre annuali presso le sedi sulla Brühlsche Terrasse e nella Pfotenhauerstrasse.